# 주브라질 대한민국 대사관
주 브라질 대한민국 대사관은 1962년 브라질 브라질리아에 개설된 대한민국 외교부 소속의 대사관이다.

## 공관 연혁
- 1959년 10월 31일: 한-브라질 국교 수립[1]
- 1962년 7월 11일: 주브라질 한국대사관 개설[1]
- 1971년 3월 21일: 리우데자네이루에서 브라질리아로 청사를 이전[1]

## 역대 공관장
| 대수        | 성명   | 임명             |
| ----------- | ------ | ---------------- |
| 제1대 대사  | 박동진 | 1962년 8월 28일  |
| 제2대 대사  | 장창국 | 1968년 5월 21일  |
| 제3대 대사  | 노석찬 | 1971년 3월 19일  |
| 제4대 대사  | 송찬호 | 1974년 3월 25일  |
| 제5대 대사  | 채명신 | 1977년 6월 23일  |
| 제6대 대사  | 신현수 | 1981년 9월 1일   |
| 제7대 대사  | 공로명 | 1983년 6월 6일   |
| 제8대 대사  | 권태웅 | 1987년 1월 13일  |
| 제9대 대사  | 김기수 | 1989년 11월 21일 |
| 제10대 대사 | 한철수 | 1991년 9월 20일  |
| 제11대 대사 | 변정현 | 1993년 5월 17일  |
| 제12대 대사 | 김삼훈 | 1996년 3월 26일  |
| 제13대 대사 | 이원영 | 1998년 6월 9일   |
| 제14대 대사 | 김명배 | 2001년 4월 4일   |
| 제15대 대사 | 김광동 | 2003년 7월 21일  |
| 제16대 대사 | 최종화 | 2006년 5월 9일   |
| 제17대 대사 | 조규형 | 2008년 7월 31일  |
| 제18대 대사 | 최경림 | 2010년 2월 1일   |
| 제19대 대사 | 구본우 | 2012년 9월 20일  |
| 제20대 대사 | 이정관 | 2015년 11월 4일  |
| 제21대 대사 | 김찬우 | 2018년 9월 5일   |
| 제22대 대사 | 임기모 | 2021년 10월 7일  |
| 제23대 대사 | 최영한 | 2024년 8월 21일  |

## 같이 보기
- 대한민국의 재외공관 목록
- 대한민국-브라질 관계
  - 주한 브라질 대사관